# Козловка (Пильнинский район)
Козло́вка — деревня в Пильнинском районе Нижегородской области. Входит в состав Бортсурманского сельсовета.

## География
Деревня располагается на высоком живописном левом берегу реки Суры. В деревне три порядка: «Старая улица», «Подгорка», «Новый порядок». Официально улица одна — Речная. Подъезд круглогодичный, в деревне газ, вода, электричество.
Перелески вокруг деревни смешанные с преобладанием дуба, лещины, осины. Есть сосновый бор. Много ежевичников, дикой малины, смородины, земляники, полевой клубники. Грибы в основном: опята, сыроежки, валуи (нар. этимология «дед Микитка»), подберезовики, лисички.
Земли под личные подсобные хозяйства в массе своей — чернозем с незначительной супесью.
Реки Сура, Пьяна, озера, в шаговой доступности. Район экологически чистый.
Рядом село Бортсурманы, в селе Успенская церковь, в коей покоятся мощи святого праведного Алексия Бортсурманского (мир. Алексий Гнеушев).

## Население
Антропологический тип преимущественно смешанный славяно — мордовский (эрзя), есть чуваши, армяне. Язык русский, диалект смешанный (требуется лингвистический анализ), присутствуют архаизмы — шабра (сосед) и др.
Фамилии носят двойную коннотацию (первая часть официальная, вторая прозвище)
Семеновы- Костылевы,
Семеновы-Молюшкины,
Носковы-Ваньковы,
Носковы-Исаевы,
Андреевы-Яшановы.
Автохтонного населения нет, все переселенцы в массе своей старожилы, но есть и новопоселенцы, а также дачники.

Занятость населения: СПК «Оборона Страны», работа в Пильне. Индивидуальные хозяйства: садоводство, огородничество, животноводство, пчеловодство. Занятия рыболовством, охотой, собирательством. 
| 2002 | 2010 |
| ---- | ---- |
| 117  | ↘90  |

## История
В связи с крайне благоприятным месторасположением и доступностью к биоресурсам допускается предположение о более ранних поселениях, как со стороны финно-угорских племен, так и Волжских Булгар. Сказания повествуют о Великой Саре, о Бабьей горе, о стоянках Новгородских ушкуйников, о Казанском походе царя Ивана 4 «Ужасного», о восстаниях Степана Разина и Емельки Пугачева. Требуется дополнительное источниковедение.
Первые ориентировочные сведения о деревне Козловка относятся к концу 17 века, вероятно 1696 год, когда землевладелец села Андросово современного Гагинского района Нижегородской области возможно Брехов Михаил Степанович перевел семьи крепостных Шулаевых и Семеновых на новое поселение в Курмышский уезд. Деревню назвали Козловка. Наиболее предположительно данное топонимическое название закрепилось за деревней в связи с лесопильным промыслом от слова кОзлы — деревянный станок для пилки древесины, так как скоро крестьяне д. Козловки по указу Петра 1 были закреплены за адмиралтейством с целью спила и транспортировки дуба. Второе вероятное название связано с КозлОвки ж. мн. ниж. растение carum carvi, тмин, гуньба. (См. В. И. Даль), что наименее правдоподобно. Патроним тоже сомнителен.
Деревня находилась в составе Курмышского уезда Симбирского наместничества, с 1796 года в составе Симбирской губернии, со слов местных краеведов по завещанию Брехова Козловка в 1847г, была передана вместе с крепостными Мариинскому институту благородных девиц (является маловероятным, так как институт был открыт только в 1852году), с 1921 г. деревня в Сергачском уезде Нижегородской области, в настоящее время деревня входит в состав Бортсурманского сельсовета Пильнинского районаНижегородской области.
В 1930 г после раскулачивания Семенова Д. Н., Семенова Н. Ф., Носкова В. И. был организован колхоз «Красная горка № 2» под председательством Шулаева Петра Дмитриевича, член КПСС с 1928 года. В 1951 или 1952 г. по решению общих собраний колхозников произошло объединение пяти колхозов: «Оборона страны», «Большевик», «Красная горка № 2», «Защита революции» и «14 лет Октября» в один колхоз «Оборона страны», в настоящее время СПК «Оборона страны».
Жители деревни Козловки участвовавшие в Великой Отечественной войне 1941-1945г:
Добролюбов Николай Иванович, родился в 1908 г. в деревне Козловка. Призван в 1941 году. Младший сержант. Награждён медалями «За победу над Германией в Великой Отечественной войне 1941-45гг.», «За отвагу». После войны работал в колхозе.
Носков Владимир Владимирович, родился в 1910 г. в деревне Козловка.
Призван в 1941 году. Рядовой. Участвовал в боях за освобождение Варшавы и за взятие Берлина. Награждён орденом Красной Звезды, медалями «За отвагу» и двумя медалями «За боевые заслуги». После войны работал рядовым колхозником. Умер в 1995 году, похоронен в с Бортсурманы.
Носков Иван Семенович, родился в 1912 г. в деревне Козловка.
Призван в 1941 году. Дважды ранен. Инвалид Великой Отечественной войны. После войны работал рядовым колхозником.
Шихранкин Николай Иванович, родился в 1918 г. в деревне Козловка.
Призван в 1941 году. Инвалид Великой Отечественной войны. После войны работал продавцом.
Шулаев Петр Васильевич, родился в 1919 г. в деревне Козловка.
Призван в 1939 году. Кадровый военный, служил в разведке. Награждён медалью «За отвагу» и другими.Инвалид Великой Отечественной войны. После войны работал рядовым колхозником.
В настоящее время деревня Козловка является одним из перспективных мест по рекреации (лат. recreatio — восстановление).